# Anchistrocheles mcquadei
Anchistrocheles mcquadei is een mosselkreeftjessoort uit de familie van de Bythocyprididae. De wetenschappelijke naam van de soort is voor het eerst geldig gepubliceerd in 1976 door Maddocks.